# Ouvrage de Bouvron
L'ouvrage de Bouvron est un ouvrage fortifié situé sur la commune de Bouvron, dans le département de Meurthe-et-Moselle.

## L'ouvrage
L'ouvrage de Bouvron est un ouvrage de la place forte de Toul construit au nord-est.

### Description
Fruit des idées novatrices de ces années sur l'évolution des profils de la fortification, c'est un ouvrage qui marque le point d'appui principal du secteur. Il marque l'un des points extrêmes de l'extension du périmètre défensif de la Place. Il est donc marqué par un profil triangulaire. Il est constitué par un casernement à l'épreuve en béton spécial d'un étage. En 1892, il reçoit l'un des quatre exemplaires de la tourelle Bussière pour canons de 57 à tir rapide Nordenfelt. La tourelle de 57 est modifiée en 1909 pour être équipée avec le calibre standard du 75.
En 1912-13, l'ouvrage reçoit une tourelle de 75 (no 55). Ce bloc est également indépendant. Un projet devait le relier au reste de l'ouvrage, ainsi que la construction d'une tourelle mitrailleuse.

### Garnison et armement en 1914
L'ouvrage comporte 155 places protégées. L'effectif prévu en 1914 était de :
- 1/2 compagnie d'infanterie 167e régiment d'infanterie
- 76 artilleurs (6e régiment d'artillerie à pied).

## Le centre de résistance
L'ouvrage du Bouvron forme avec celui de la Cloche un centre de résistance qui englobe plusieurs organisations. Il accueille le commandement du centre et il est divisé en deux groupes.

### Abris de la Cutine et Noël
Ces deux abris datent de 1908 et ont été construits de part et d'autre de l'ouvrage de Bouvron. Pour un effectif de 1/2 compagnie chacun, ces abris sont typique du style adopté à Toul avec une épaisseur assez fine et un équipement intérieur plus étoffé, lits, cuisinière, ventilation et télégraphe. Ils constituent une évolution de l'abri de combat en véritable petit casernement. Cette évolution est d'autant plus sensible que la cutine est pourvu d'un guérite observatoire et accueillait une section de mitrailleuses.
- Abri Noël : à gauche de Bouvron, capacité de 80 hommes
- Abri de la Cutine : à droite de bouvron, capacité de 72 hommes

### Abris de combatno7,no6etno5
Ils permettaient d'accueillir une compagnie. Ils sont issus du programme originel de construction de 7 abris en 1899. Dans le cadre
- Abri no 7 : En arrière de la Cloche, l'abri est organisé pour une compagnie et une section de mitrailleuse
- Abri no 6 : sur l'arrière gauche de Bouvron, appelé également abri du Chanois, organisé pour 50 hommes
- Abri no 5 : sur l'arrière droit de Bouvron, appelé également abri de Dame Genotte, organisé pour 50 hommes

## État actuel
Partiellement remblayé, les cuirassements ont disparu. Le casernement est encore entier, mais disparaît peu à peu sous les remblais à l'instar de la contre-escarpe.